# 神鳳鈔
神鳳鈔（じんぽうしょう）とは、伊勢神宮（内宮および外宮）の領地の諸国一覧表である。
『群書類従』第1巻に収録されている。建久四年（1193年）に、原本の書き出しを始め、その後追記がなされ、延文5年（1360年）に原本完成し注進とある。慶安3年（1650年）に、写本作成。群書類従に収録にあたって、小野高潔本を本書とし、屋代弘賢本および武州足立郡人福島東雄本を校合したと記録されている。さらに、嘉永6年（1853年）にも校勘とある。原本は現存しておらず、写本に異同があり、校正して作成されている。
なお、現存する最古の写本は、伊勢神宮の所有するもので、室町時代の内宮禰宜の荒木田氏経による写本である。
伊勢神宮の領地は、諸国において神戸、御厨、御薗、神田、名田などと表記されており、所在地の伊勢国に集中している。そのため本書では、伊勢国内に関しては、郡単位に詳細が記述されている。
※伊勢神宮領については、神宮雑例集、太神宮諸雑事記などにも記載がある。